# Paa Sjølunds fagre Sletter
Paa Sjølunds fagre Sletter er en dansk sang med tekst af B.S. Ingemann og melodi af Niels W. Gade.
Ingemanns digt stammer fra 1816, mens Gades musik er fra 1838.
Gade genbrugte melodien som tema i sin første symfoni, Symfoni nr. 1, Opus 5 fra 1841–1842.

## Tekst
Ingemanns oprindelige digt er på fjorten strofer af hver otte linjer, men i Gades sang er den forkortet til fire strofer.
Det fulde digt har titlen Kong Valdemars Jagt.
Den jagtglade konge i det oprindelige gamle europæiske vandresagn er Valdemar den Store, som grundlagde et Gurre ved Vordingborg. Han bedriver jagt i kirketiden på trods af en formaning fra en biskop. Romantikkens digtere ændrede senere historien til at dreje sig om Valdemar Atterdag, og stedet til at være Gurre Slot, en slotruin sydvest for Helsingør.[kilde mangler]
I digtet hedder det "På Sjølunds fagre sletter ved Østersøens bred". Derfor er det mest sandsynligt, at der refereres til det lille middelaldervoldsted "Kong Valdemars Jagtslot", der ligger ved godset Stensbygård, 8 km. øst for Vordingborg og knap 2 km. fra Storstrømmen.[kilde mangler]
Med "Sjølund" menes øen Sjælland. "Sjølunds fagre Sletter" ses brugt enkelte andre steder i dansk litteratur i allusion til Ingemanns tekst:
I Christian Richardts digt til mindefest for Niels W. Gade i 1891 hedder det "Et Hav af Symfonier - hvor Strengenes Klang / var ene om at bruse, og selv gav os Sang: / snart lyse danske Toner fra Riddersal og Strand, / fra Sjølunds fagre Sletter - en Klang af Ingemann! / ...";, mens Sophus Claussen benyttede en allusion i digtet Trefoden fra 1901 hvor det hedder "Hun lever saa koldblodig / paa Sjølunds fagre Ø / og er baade Mø og modig."

## Indspilninger
Pia Raug med Steve Dobrogosz' klaverakkompagniment indsang "På Sjølunds fagre sletter" til hendes album Længsel.
På guitaristen Kaare Norges version fra albummet "I skovens dybe stille ro" synger Laura.
Af mandlige sanger har Ove Verner Hansen med Concord Brass-Band indspillet sangen. 
I tv-programmet Morgensang den 18. juni 2000 sang Faber under eget klaverakkompagniment.
Af korindspilninger finder man Musica Fictas med Bo Holten som dirigent. 
Ars Nova har også indspillet sangen.
Louis Hjulmand Trios jazzede version er fra albummet "Jazz på dansk" fra 1994.
Et usædvanligt instrumentelt arrangement finder man hos TRIO bestående af Jens Skov-Olesen, Maj-britt Kramer og Bernita Haastrup.